# گاما گلوبولین

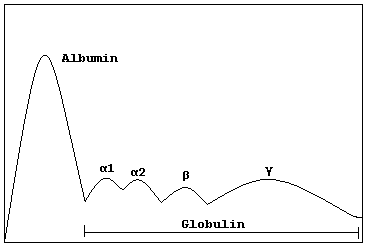
نمایش شماتیک ژل الکتروفورز پروتئین

گاما گلوبولین (به انگلیسی: Gamma globulin) محلولی است که برای افزایش سطح مقاومت بدن استفاده می‌شود. موارد استفادهٔ آن عبارتند از پیشگیری و درمان بیماری‌های عفونی به خصوص سیاه سرفه.

## احتیاط‌ها
در دمای ۲+ تا ۸+ درجه سانتیگراد نگهداری شود.
مصرف در زمان بارداری ممنوع است.
عوارض جانبی آن عبارتند از واکنش‌های جلدی، اسهال و گاهی سردرد.
تزریق وریدی از موارد منع استعمال آن است. دوز آن ۰٫۲ میلی‌گرم برای هر کیلو وزن بدن است.